# Matic Fink
Matic Fink, slovenski nogometaš, * 27. februar 1990, Ljubljana.
Fink je slovenski profesionalni nogometaš, ki igra na položaju branilca. Od leta 2024 je član kluba Ilirija 1911. Pred tem je igral za slovenske klube Interblock, Domžale in Olimpijo, turška Çaykur Rizespor in Boluspor ter poljsko Cracovio. Skupno je v prvi slovenski ligi odigral 178 tekem in dosegel pet golov. Bil je tudi član slovenske reprezentance do 17, 19, 20 in 21 let. 